# Otto Scheutz
Alf Otto Reinhold Scheutz, född 7 mars 1902 i Kråksmåla i Kalmar län, död 6 maj 1996 i Högalids församling i Stockholm, var en svensk skådespelare, produktionsledare och inspicient.
Scheutz är begravd på Silverdals griftegård.

## Filmografi i urval
- 1950 – Regementets ros
- 1950 – Ung och kär
- 1953 – I dur och skur
- 1953 – Dumbom
- 1954 – Taxi 13
- 1954 – Skrattbomben
- 1955 – Blockerat spår
- 1956 – På heder och skoj

## Producent i urval
- 1949 – Boman får snurren
- 1950 – Pimpernel Svensson
- 1950 – Ung och kär
- 1954 – Flicka utan namn
- 1954 – Skrattbomben
- 1955 – Blockerat spår
- 1955 – Farligt löfte
- 1956 – Den tappre soldaten Jönsson

## Regi
- 1956 – På heder och skoj